# Maurer (Familienname)
Maurer ist ein deutscher Familienname.

## Herkunft und Bedeutung
Der Name ist abgeleitet von der Berufsbezeichnung des Maurers. Maurer ist auf Platz 178 der häufigsten Namen Deutschlands, in Österreich auf Platz 48.

## Namensträger

### A
- Adolf Maurer (Politiker, 1883) (1883–1955), österreichischer Politiker, Kärntner Landtagsabgeordneter
- Adolf Maurer (Schriftsteller) (1883–1976), Schweizer Pfarrer und Schriftsteller
- Adolf Maurer (Politiker, 1911) (1911–1998), Schweizer Politiker (SP) und Verbandsfunktionär
- Adolf Maurer (Politiker, III), deutscher Politiker (DDR-CDU), MdV
- Aïman Maurer (* 2004), marokkanisch-französischer Fußballspieler
- Albert Maurer (1889–1935), Schweizer Architekt
- Albrecht Maurer (* 1959), deutscher Violinist und Komponist
- Alex Maurer (* 1925), Schweizer Architekt
- Alexander Maurer (* 1985), österreichischer Harmonikaspieler
- Alexandra Maurer (* 1982), Schweizer Moderatorin und Redakteurin
- Alfons Maurer (1927–1992), deutscher Politiker (CDU), MdL Baden-Württemberg
- Alfred Maurer (Verwaltungsjurist) (1878–nach 1933), deutscher Verwaltungsjurist, Bezirksamtsvorstand am Bezirksamt Mallersdorf
- Alfred Maurer (Unternehmer) (1908–nach 1969), Schweizer Medienunternehmer
- Alfred Maurer (Jurist) (1914–2008), Schweizer Jurist und Hochschullehrer
- Alfred Henry Maurer (1868–1932), US-amerikanischer Maler
- Alfred Samuel Maurer (* 1953), Schweizer Künstler und Fotograf
- Andrea Maurer (Soziologin) (* 1962), deutsche Soziologin und Hochschullehrerin
- Andrea Maurer (Journalistin) (* 1982), deutsche Fernsehjournalistin und Moderatorin
- Andreas Maurer (Bergsteiger) (1842–1888), Schweizer Bergsteiger
- Andreas Maurer (Politiker, 1919) (1919–2010), österreichischer Politiker, Landeshauptmann von Niederösterreich (ÖVP)
- Andreas Maurer (Theologe) (* 1952), Schweizer Theologe und Publizist
- Andreas Maurer (Tennisspieler) (* 1958), deutscher Tennisspieler
- Andreas Maurer (Unternehmensberater) (* 1963), deutscher Unternehmensberater
- Andreas Maurer (Politikwissenschaftler) (* 1965), deutscher Politikwissenschaftler
- Andreas Maurer (Politiker, 1970) (* 1970), deutscher Politiker
- Andreas Haider-Maurer (* 1987), österreichischer Tennisspieler
- Andreas E. H. Maurer (* 1962), deutscher Manager
- Angela Maurer (* 1975), deutsche Schwimmerin
- Anna Maurer (* 1995), österreichische Jazzmusikerin
- Anton Maurer (1865–1934), deutscher Archivar
- Antonie Maurer (1895–1945), deutsches NS-Opfer
- Armand Augustine Maurer (1915–2008), US-amerikanischer Theologe
- Arnold Maurer, siehe Arnold Terijõe (1902–1937), estnischer Schriftsteller
- Artur Maurer (1905–1934), estnischer Fußballspieler
- August Wilhelm Maurer (1792–1864), deutscher Schauspieler

### B
- Barbara Maurer (Musikerin) (* 1963), deutsche Bratschistin und Hochschullehrerin
- Barbara Maurer (* 1974), Schweizer Schauspielerin und Hörspielsprecherin, siehe Barbara Terpoorten
- Bernhard Maurer (1929–2009), deutscher evangelischer Theologe und Hochschullehrer
- Bertram Maurer (* 1950), deutscher Autor
- Brian Maurer (1954–2018), US-amerikanischer Ökologe und Mitbegründer der Makroökologie
- Brigitte Maurer-Schultze (1925–2016), deutsche Medizinerin

### C
- Carl Maurer (1816–1878), preußischer Landrat
- Carl Maurer (Verleger, 1887) (1887–1962), deutscher Verleger
- Carl Otto Maurer (1925–2017), deutscher Verleger
- Christian Maurer (Theologe) (1913–1992), Schweizer evangelischer Theologe
- Christian Maurer (Schriftsteller) (* 1939), siebenbürgischer Schriftsteller und Schauspieler
- Christian Maurer (Journalist), Schweizer Journalist
- Christian Maurer (Musiker) (* 1967), österreichischer Saxophonist
- Christian Maurer (* 1982), Schweizer Gleitschirmpilot, siehe Chrigel Maurer
- Christian Friedrich Maurer (1847–1902), deutscher Historiker
- Christin Maurer (* 1994), deutsche Leichtathletin, siehe Christin Hussong

### D
- Daniel Maurer (Organist) (* 1957), französischer Organist und Hochschullehrer
- Daniel Maurer (* 1994), österreichischer Fußballspieler
- Dolf Maurer (* 1961), österreichischer Autor, Werbefilmregisseur, Moderator, Radiogründer und Sprechtrainer
- Dóra Maurer (* 1937), ungarische bildende Künstlerin, Filmemacherin
- Doris Maurer (1951–2014), deutsche Sachbuchautorin und Journalistin

### E
- Eduard Maurer (Chemiker) (1886–1969), deutscher Chemiker und Metallurg
- Eduard Maurer (Fußballspieler), estnischer Fußballspieler
- Ekkehard Maurer (1918–2002), deutscher Manager
- Elsie Maurer (* 1938), deutsche Opernsängerin (Mezzosopran)
- Emil Maurer (Politiker) (1884–1967), österreichischer Anwalt, Politiker (SPÖ) und Präsident der Israelitischen Kultusgemeinde Wien 1952–1963
- Emil Maurer (1917–2011), Schweizer Kunsthistoriker
- Emilio Maurer (* 1938), mexikanischer Fußballfunktionär
- Erich Maurer (1884–1981), deutscher Gartenbau- und Obstbauwissenschaftler
- Ernst Maurer, Pseudonym von Alphonse Levy (1838–1917), deutscher Publizist
- Ernst Maurer (Fussballspieler), Schweizer Fußballspieler
- Ernst Maurer (Verleger) (1909–1999), Schweizer Journalist und Verleger
- Ernst Maurer (Politiker) (1947–2011), österreichischer Politiker (SPÖ), Wiener Landtagsabgeordneter
- Ernst Maurer (Architekt) (* 1948), österreichischer Architekt
- Ernstpeter Maurer (* 1957), deutscher Theologe und Hochschullehrer
- Erwin Maurer (1886–1937), deutscher Violinist, Musiklehrer und Komponist
- Esther Maurer (* 1957), Schweizer Politikerin (SP)
- Eugen Maurer (1884–1959), deutscher Politiker, Oberbürgermeister von Solingen
- Eugen Maurer (Maler) (1885–1961), Schweizer Maler

### F
- François Joseph Maurer (1922–2000), französischer Geistlicher, Bischof von Chimaera
- Franz Maurer (Missionar) (1929–2005), deutscher Missionar und Entwicklungshelfer
- Franz Anton Maurer (1777–1803), österreichischer Musiker
- Franz Joseph Valentin Dominik Maurer (1795–1874), deutscher Alttestamentler, Hebraist und Geistlicher
- Friedemann Maurer (1940–2024), deutscher Pädagoge
- Friedrich Maurer (Politiker) (1781–1868), deutscher Politiker, MdL Hessen
- Friedrich Maurer (Maler) (1812–1906), deutscher Kunstmaler
- Friedrich Maurer (Mediziner) (1859–1936), deutscher Anatom und Hochschullehrer
- Friedrich Maurer (Sprachwissenschaftler) (1898–1984), deutscher Sprachwissenschaftler
- Friedrich Maurer (Schauspieler) (1901–1980), deutscher Schauspieler
- Friedrich Maurer (Handballspieler) (1912–1958), österreichischer Handballspieler
- Fritz Maurer (Politiker) (1901–1991), Schweizer Kaufmann und Politiker
- Fritz Maurer (Fussballspieler), Schweizer Fußballspieler
- Fritz Maurer (Militär) (1917–2002), Schweizer Militär
- Fritz Maurer (Fotograf) (1919–2003), Schweizer Innenarchitekt und Architekturfotograf
- Fritz Maurer (Grabungstechniker) (1929–2016), deutscher Grabungstechniker
- Fritz Maurer (Orientierungsläufer) (1935–2021), Schweizer Orientierungsläufer
- Fritz Maurer (Unternehmer) (* 1943), schweizerisch-bhutanischer Käsefabrikant, Hotelier und Entwicklungshelfer

### G
- Georg Maurer (Schriftsteller) (1907–1971), deutscher Lyriker
- Georg Maurer (Mediziner) (1909–1980), deutscher Chirurg
- Georg Maurer (Naturbahnrodler) (* 1983), deutscher Naturbahnrodler
- Georg Ludwig von Maurer (1790–1872), deutscher Rechtshistoriker und Politiker
- Georg Peter Maurer (1730–1815), kurpfälzischer und badischer Oberamtsschultheiß
- Gerhard Maurer (1907–1953), deutscher SS-Standartenführer
- Gilgian Maurer (1869–1953), Schweizer Drucker, Verleger und Autor
- Golo Maurer (* 1971), deutscher Kunsthistoriker
- Gottlob Maurer (1919–1989), deutscher Kommunalpolitiker
- Günter Maurer (* 1965), deutscher Hörspiel- und Theaterregisseur
- Gustav Maurer (1895–1956), Schweizer Mediziner und Lungenfacharzt
- Gyula Maurer (1927–2012), ungarischer Mathematiker

### H
- Hannes Maurer (* 1983), deutscher Synchronsprecher
- Hans Maurer (Prediger), deutscher Prediger
- Hans Maurer (Ingenieur) (1865–1917), Schweizer Ingenieur
- Hans Maurer (Meteorologe) (1868–1945), deutscher Meteorologe
- Hans Maurer (Politiker, 1888) (1888–1976), österreichischer Politiker (ÖVP), Nationalratsabgeordneter
- Hans Maurer (Journalist) (1904–nach 1969), deutscher Journalist
- Hans Maurer (Politiker, 1913) (1913–1974), deutscher Politiker (CDU), MdL Saarland
- Hans Maurer (Unternehmer, 1918) (1918–2013), Schweizer Erfinder und Unternehmer
- Hans Maurer (Architekt) (1926–2001), deutscher Architekt
- Hans Maurer (Unternehmer, 1929) (1929–2018), Schweizer Unternehmer und Firmengründer
- Hans Maurer (Politiker, 1933) (* 1933), deutscher Politiker (CSU)
- Hans Maurer (Bobfahrer) (* 1934), deutscher Bobfahrer
- Hans Maurer (Jurist) (* um 1943), deutscher Jurist und Verwaltungsbeamter
- Hansjörg Maurer (1891–1959), deutscher Tierarzt und Redakteur
- Hans-Martin Maurer (1929–2025), deutscher Historiker und Archivar
- Hans Rainer Maurer (1937–2014), deutscher Professor der Pharmazie
- Hans Rudolf Maurer (1752–1805), Schweizer Lehrer und evangelischer Geistlicher
- Hansulrich Maurer, Schweizer Architekt
- Hans Ulrich Maurer (* 1956), Schweizer Graphikdesigner
- Hartmut Maurer (1931–2024), deutscher Rechtswissenschaftler
- Heike Maurer (* 1953), deutsche Fernsehmoderatorin
- Heinrich Maurer (Maler) (1774–1822), Schweizer Maler
- Heinrich Maurer (Generalsuperintendent) (1834–1918), deutscher evangelischer Generalsuperintendent
- Heinrich Maurer (Lehrer) (1837–1921), deutscher Lehrer und Heimatforscher
- Heinrich Maurer (Autor) (* 1939), deutscher Landwirt und Autor
- Heinrich Maurer (Botschafter) (* 1960), Schweizer Diplomat
- Heinz Maurer (1906–1945), deutscher Staatsbeamter und SS-Hauptsturmführer
- Heinz Maurer (1921–2016), deutscher Arzt, Gründer von Sebapharma (sebamed), siehe Sebamed
- Helmut Maurer (Mediziner) (1926–2020), deutscher HNO-Arzt
- Helmut Maurer (Historiker) (1936–2018), deutscher Historiker
- Helmut Maurer (Fußballspieler) (* 1945), österreichischer Fußballspieler
- Herbert Maurer (* 1965), österreichischer Schriftsteller
- Hermann Maurer (1861–1933), deutscher Gründungsmitarbeiter der Sozialversicherung und Heimatkundler
- Hermann Maurer (Funktionär) (1895–1976), Schweizer Agraringenieur und Verbandsfunktionär
- Hermann Maurer (Informatiker) (* 1941), österreichischer Informatiker
- Hermann Maurer (Prähistoriker) (* 1948), österreichischer Prähistoriker
- Herta Maurer-Lausegger (* 1953), kärntnerslowenische Sprachwissenschaftlerin, Ethnologin, Kulturwissenschaftlerin und Filmproduzentin
- Hubert Maurer (1738–1818), österreichischer Maler, Zeichner und Zeichenlehrer

### I
- Ingo Maurer (1932–2019), deutscher Industriedesigner
- Ion Gheorghe Maurer (1902–2000), rumänischer Journalist und Politiker

### J
- Jacob Maurer (1737–1780), schweizerisch-niederländischer Maler
- Jacqueline Maurer-Mayor (* 1947), Schweizer Politikerin (FDP)
- Jakob Maurer (Maler) (1826–1887), deutscher Maler
- Jakob Maurer (Politiker) (1838–1902), deutscher Politiker (VP), MdL Württemberg
- Jakob Maurer (Architekt) (1929–2025), Schweizer Architekt
- Jakob Karl Maurer (1890–1975), deutscher Politiker (SPD)
- Jakobine Maurer (1841/1842–1874), deutsch-brasilianische Sektenführerin
- Jochen Maurer (* 1978), deutscher Historiker
- Johann Conrad Maurer (1771–1841), Schweizer reformierter Theologe und Prediger
- Johann Heinrich Maurer-de Constant (1801–1869), Schweizer reformierter Theologe
- Jolán Maurer-Berta (* 1941), ungarische Geigerin
- Jörg Maurer (* 1953), deutscher Kabarettist und Schriftsteller
- Josef Maurer (Heimatforscher) (1853–1894), österreichischer Pfarrer und Heimatforscher
- Josef Maurer (Archäologe) (1868–1936), deutscher Archäologe und Prähistoriker
- Josef Maurer (Politiker) (1928–2019), österreichischer Politiker (ÖVP), Landtagsabgeordneter zum Vorarlberger Landtag
- Josef Clemens Maurer (1900–1990), deutscher Geistlicher, Erzbischof von Sucre
- Joseph Maurer (1914–1997), italienischer Lehrer, Literaturkritiker, Übersetzer und Schriftsteller
- Joshua Maurer (* 1996), kanadischer Skispringer
- Julius Maurer (Maler) (1855–1922), deutscher Maler
- Julius Maurer (Meteorologe) (1857–1938), deutsch-schweizerischer Meteorologe und Hochschullehrer
- Julius Maurer (Musiker) (1888–1947), deutscher Violinist und Komponist
- Július Maurer (Politiker) (1896–21961), tschechoslowakischer Politiker
- Jürg Maurer (1935–2023), Schweizer Klarinettist
- Jürgen Maurer (1952–2021), deutscher Polizist
- Juergen Maurer (* 1967), österreichischer Schauspieler

### K
- Karin Maurer (* 1980), Schweizer Gleitschirmpilotin
- Karl Maurer (Politiker) (1831–1913), deutscher Jurist und Politiker
- Karl Maurer (Cellist) (1900–1969), österreichischer Musiker
- Karl Maurer (Kanute), deutscher Kanute
- Karl Maurer (Skirennläufer) (1925–2014), deutscher Skirennläufer
- Karl Maurer (Romanist) (* 1926), deutscher Romanist und Komparatist
- Karl Peter Maurer, auch Charles Maurer (1874–1950), deutscher Theologe und Präsident der Kirchenleitung im Elsass
- Katja Maurer (* 1991), deutsche Politikerin (Die Linke)
- Klaus Maurer (* 1958), deutscher Feuerwehrmann
- Konrad Maurer (1823–1902), deutscher Rechtshistoriker
- Kurt Maurer (1900–1945), deutscher Chemiker und Hochschullehrer

### L
- Lena Maurer (1904–1990), deutsche Politikerin (SPD)
- Lorenz Maurer (* 2009), österreichischer Fußballspieler
- Louis Maurer (1789–1878), deutsch-russischer Komponist und Dirigent, siehe Ludwig Maurer (Musiker)
- Louis Maurer (Lithograf) (1832–1932), deutsch-amerikanischer Lithograf
- Louis Maurer (Gärtner) (1850–1913), deutscher Gärtner, Pomologe und Gartenbauinspektor
- Louis Maurer (Honorarkonsul), Schweizer Honorarkonsul
- Louis Maurer (Fussballtrainer) (1904–1988), Schweizer Fußballtrainer
- Ludwig Maurer (Musiker) (Ludwig Wilhelm Maurer; 1789–1878), deutsch-russischer Komponist und Dirigent
- Ludwig Maurer (Mathematiker) (1859–1927), deutscher Mathematiker
- Ludwig Maurer (Unternehmer) (1873–1936), deutscher Unternehmer
- Ludwig Maurer (Biologe) (* 1946), österreichischer Biologe
- Ludwig Maurer (Koch) (* 1980), deutscher Koch und Kochbuchautor
- Ludwig Maurer-Franken (1907–1986), deutscher Maler

### M
- Manfred Maurer (1958–1998), österreichischer Schriftsteller
- Manuel Maurer (* 1993), Schweizer Unihockeyspieler
- Many Maurer (* 164), Schweizer Gitarrist und Bassist
- Marco Maurer (Journalist) (* 1980), deutscher Journalist
- Marco Maurer (Eishockeyspieler) (* 1988), Schweizer Eishockeyspieler
- Marcus Maurer (1966–2024), deutscher Dermatologe und Allergologe
- Marcus Maurer (Kommunikationswissenschaftler) (* 1969), deutscher Kommunikationswissenschaftler
- Margareta Maurer-Fischer (1775–1847), Gefolgin und Unternehmerin
- Margarete Maurer (* 1949), österreichische Biochemikerin und Philosophin
- Marianne Maurer (1903–1995), deutsche Politikerin (CDU), MdL Baden-Württemberg
- Mario Maurer (* 1988), thailändisches Fotomodell und Schauspieler
- Markus Maurer (Politiker) (* 1970), österreichischer Politiker (SPÖ), Landtagsabgeordneter
- Markus Maurer (Pädagoge) (* 1976), Schweizer Pädagoge, Professor für Berufspädagogik an der Pädagogischen Hochschule Zürich
- Matthias Maurer (Eishockeyspieler, 1952) (* 1952), deutscher Eishockeyspieler
- Matthias Maurer (* 1970), deutscher Materialwissenschaftler und Astronaut
- Matthias Maurer (Eishockeyspieler, 1970) (* 1970), Schweizer Eishockeyspieler
- Max Maurer (1891–1972), deutscher Polizist
- Maximilian Maurer (1921–2021), deutscher Lehrer und Verbandsgründer
- Melanie Maurer (* 1988), Schweizer Duathletin
- Michael Maurer (Baumpfleger) (1905–1980), deutscher Baumpfleger
- Michael Maurer (Historiker) (* 1954), deutscher Historiker und Hochschullehrer
- Michaela Maurer (* 1981), deutsche Naturbahnrodlerin
- Miroslav Maurer (1951–2012), tschechischer Fußballschiedsrichter

### N
- Nicole Maurer (Fußballspielerin) (* 1993), deutsche Fußballspielerin
- Nicole Maurer (Skispringerin) (* 2000), kanadische Skispringerin

### O
- Oscar Maurer (1870–1965), US-amerikanischer Fotograf
- Oskar Maurer (1889–1958/1959), deutscher Heimatforscher
- Otto Maurer (Unternehmer) (1839–1931), deutscher Unternehmer und badischer Landtagsabgeordneter
- Otto Maurer (Verleger) (1891–1971), deutscher Verleger
- Otto Maurer (Komponist) (1898–1959), Schweizer Komponist und Organist
- Otto Maurer (Architekt) (1916–1968), Schweizer Architekt

### P
- Paul Maurer (Fotograf) (* 1951), französischer Fotograf
- Paul Maurer (* 1996), deutscher Fußballspieler
- Peter Maurer (Maler) (* 1947), Schweizer Maler und Zeichner
- Peter Maurer (Fotograf, 1952) (* 1952), deutscher Fotograf
- Peter Maurer (* 1956), Schweizer Diplomat
- Peter Maurer (Fotograf, 1963) (* 1963), Schweizer Fotograf
- Peter Carl Maurer (* 1938), deutscher Gefäßchirurg und Hochschullehrer
- Philipp Maurer (1882–1947), deutscher Politiker
- Pierre Maurer (1918–nach 1985), Schweizer Jurist und Versicherungsfunktionär
- Pius Martin Maurer (* 1971), österreichischer Zisterzienser

### R
- Rebecca Maurer (* 1969), deutsche Cembalistin und Pianistin
- Reiner Maurer (* 1960), deutscher Fußballspieler und -trainer
- Reinhard Maurer (* 1956), deutscher Betonbauingenieur und Hochschullehrer
- Reinhart Maurer (* 1935), deutscher Philosoph
- Renate Maurer (1944–2023), deutsche Schlagersängerin
- Robert D. Maurer (* 1924), US-amerikanischer Physiker und Glasfaser-Pionier
- Rolf Maurer (Mediziner) (1919–2000), deutscher HNO-Arzt und Hochschullehrer
- Rolf Maurer (1938–2019), Schweizer Radsportler
- Rudolf Maurer (Politiker, 1872) (1872–1963), Schweizer Politiker
- Rudolf Maurer (Politiker, 1907) (1907–1986), Schweizer Politiker
- Rudolf Maurer (Publizist) (1954–2020), österreichischer Philosoph, Museumsleiter, Archivar, Regionalhistoriker und Publizist

### S
- Samuel Maurer (1918–2012), Schweizer Erwachsenenpädagoge und Präsident des Christlichen Friedensdienstes CFD
- Samuel Friedrich Maurer (1846–1927), Schweizer Prediger und Publizist
- Sepp Maurer (* 1978), deutscher Athletiktrainer, Kraftsportler und Veranstalter
- Shawn Maurer, US-amerikanischer Kameramann
- Sigrid Maurer (* 1985), österreichische Politikerin (Grüne)
- Silvan Maurer (* 1998), Schweizer Unihockeyspieler
- Stefan Maurer (Radsportler) (1960–1994), Schweizer Radsportler
- Stefan Maurer (Curler), Schweizer Curler
- Stephan Maurer (* 1985), Schweizer Snowboarder
- Susanne Maurer (* 1958), deutsche Erziehungswissenschaftlerin und Hochschullehrerin
- Sybilla Maurer, deutsche Drahtzieherin

### T
- Theodor Maurer (1873–1959), deutsch-französischer Anthroposoph und Schriftsteller
- Theodoro Henrique Maurer (1906–1979), brasilianischer Romanist und Lusitanist Schweizer Abstammung
- Thomas Maurer (Ingenieur) (* 1958), deutscher Maschinenbauingenieur
- Thomas Maurer (* 1967), österreichischer Kabarettist
- Timon Maurer (* 2000), österreichischer Kanute
- Trude Maurer (1955–2017), deutsche Historikerin

### U
- Ueli Maurer (* 1950), Schweizer Politiker
- Ueli Maurer (Kryptologe) (* 1960), Schweizer Kryptologe
- Ulrich Maurer (Politiker) (* 1948), deutscher Rechtsanwalt und Politiker (SPD, WASG, Die Linke)
- Ulrich Maurer, bürgerlicher Name von Ueli Maurer (* 1950), Schweizer Politiker (SVP)
- Ulrich Maurer, bürgerlicher Name von Ueli Maurer (Kryptologe) (* 1960), Schweizer Kryptologe
- Ulrich Maurer (Eishockeyspieler) (* 1985), deutscher Eishockeyspieler

### V
- Valeria Maurer (* 1991), russische Jazzmusikerin

### W
- Walter Maurer (* 1942), deutscher Grafiker und Lackkünstler
- Werner Maurer (Physiker, 1906) (1906–1989), deutscher Physiker
- Werner Maurer (Grafiker) (* 1933), Schweizer Grafiker und Illustrator
- Werner Maurer (Physiker, 1952/53) (* 1952/1953), Schweizer Physiker, Hochschuldidaktiker und Verfechter des Karlsruher Physikkurses
- Wilhelm Maurer (Richter) (1798–1876), deutscher Richter und Politiker
- Wilhelm Maurer (Jurist) (1825–1906), deutscher Jurist und Politiker
- Wilhelm Maurer (Bibliothekar) (1826–1894), deutscher Bibliothekar
- Wilhelm Maurer (Theologe) (1900–1982), deutscher Theologe und Kirchenhistoriker
- Willi Maurer (1912–nach 1971), deutsch-schweizerischer Fabrikant
- Willibald Maurer (1926–2016), österreichischer Botaniker
- Willy Maurer (1904–1972), Schweizer Textilunternehmer
- Wolfdieter Maurer (* 1941), österreichischer Dirigent
- Wolfgang Maurer (Chemiker) (* 1944), deutscher Chemiker und Hochschullehrer
- Wolfgang Maurer (Mediziner) (* 1949), österreichischer Biochemiker, Arzt für Labordiagnostik und Leiter des österreichischen Serumprüfungsinstituts

### Y
- Yoly Maurer (* 1952), Schweizer Künstlerin
- Yvonne Maurer (* 1943), Schweizer Psychiaterin, Psychotherapeutin, Unternehmerin und Politikerin